# روبرت إم. ريدل
روبرت إم. ريدل هو محرر وصحفي وسياسي أمريكي، ولد في 17 أغسطس 1812 في بيتسبرغ في الولايات المتحدة، وتوفي بنفس المكان في 18 ديسمبر 1858. نشط حزبياً في الحزب الجمهوري. وقد انتخب رئيس مكتب البريد في بيتسبرغ (1841 – 1845) وانتخب عمدة بيتسبرغ ‏ (14 يناير 1853 – 13 يناير 1854).